# Dzikie plemię
Dzikie plemię – amerykańsko-kanadyjski dramat obyczajowy z 2005 roku na podstawie powieści Dirka Wittenborna.

## Główne role
- Donald Sutherland – Ogden C. Osborne
- Diane Lane – Liz Earl
- Chris Evans – Bryce
- Kristen Stewart – Maya
- Paz de la Huerta – Jilly
- Elizabeth Perkins – Pani Langley
- Christopher Shyer – Dr Leffler
- Garry Chalk – McCallum
- Ryan McDonald – Ian
- Dexter Bell – Marcus Gates
- Kaleigh Dey – Paige